# Hof te Bever
Pour les articles homonymes, voir Bever.
Le Hof te Bever est une ferme du XVIIIe siècle dans le village belge de Bever. Cette ferme fermée avec une boulangerie, date de la première moitié du XVIIIe siècle (1702 - 1735).
Depuis 1996, elle sert de haras.